# Paubrasilia echinata
Paubrasilia echinata ist eine Pflanzenart innerhalb der Familie der Hülsenfrüchtler (Fabaceae) in der Unterfamilie der Johannisbrotgewächse. Es ist die einzige Art der Gattung Paubrasilia.
Diese stark bedrohte Art ist in der Küstenebene Brasiliens beheimatet. Sie war, bis der Farbstoff synthetisch hergestellt werden konnte, eine wichtige Färberpflanze. Das Holz des Baumes wird als Brasilholz, Fernambuk- oder Pernambukholz bezeichnet, selten als Bockholz.

## Beschreibung

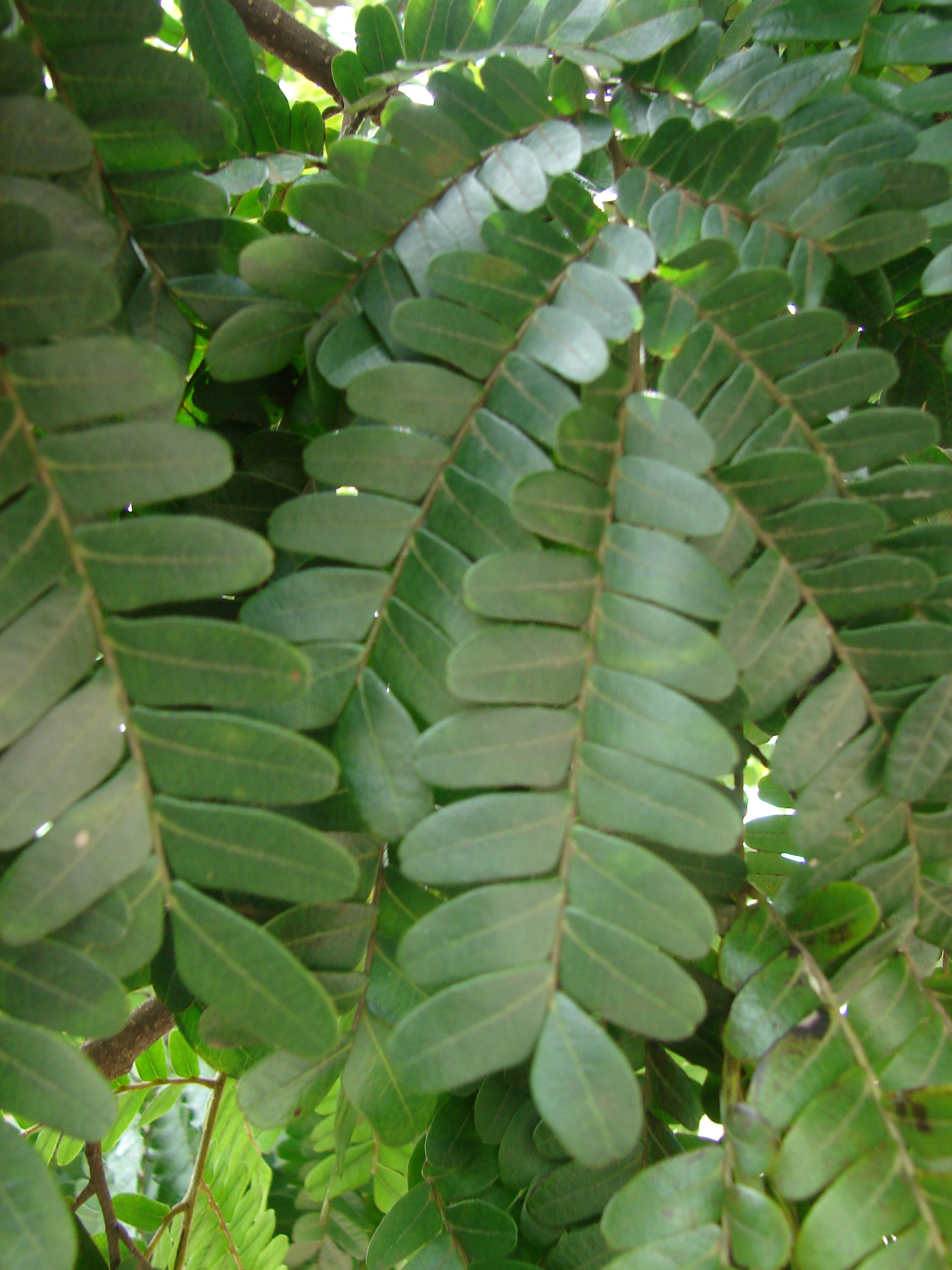
Gefiederte Laubblätter

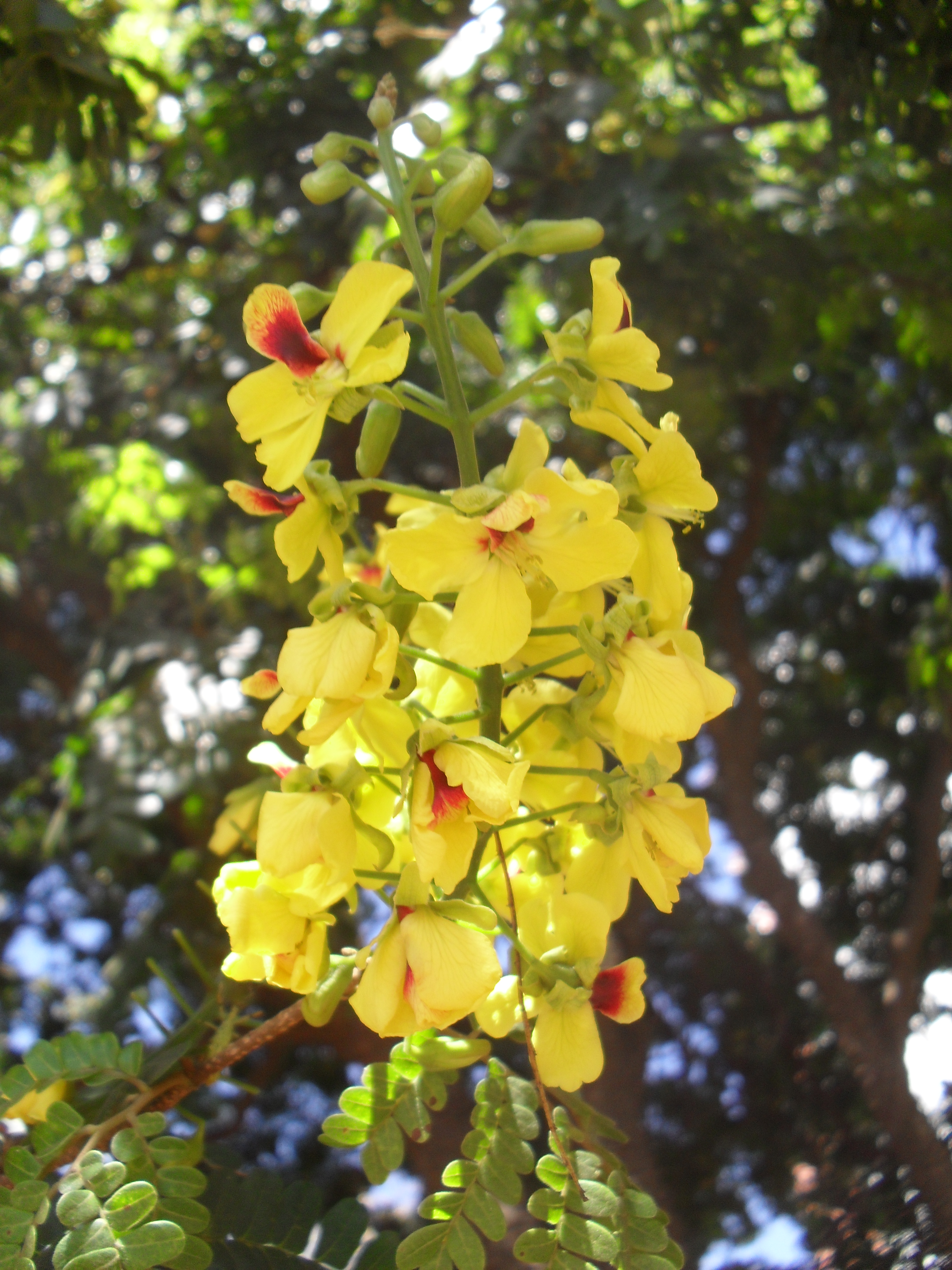
Aufrechter Blütenstand

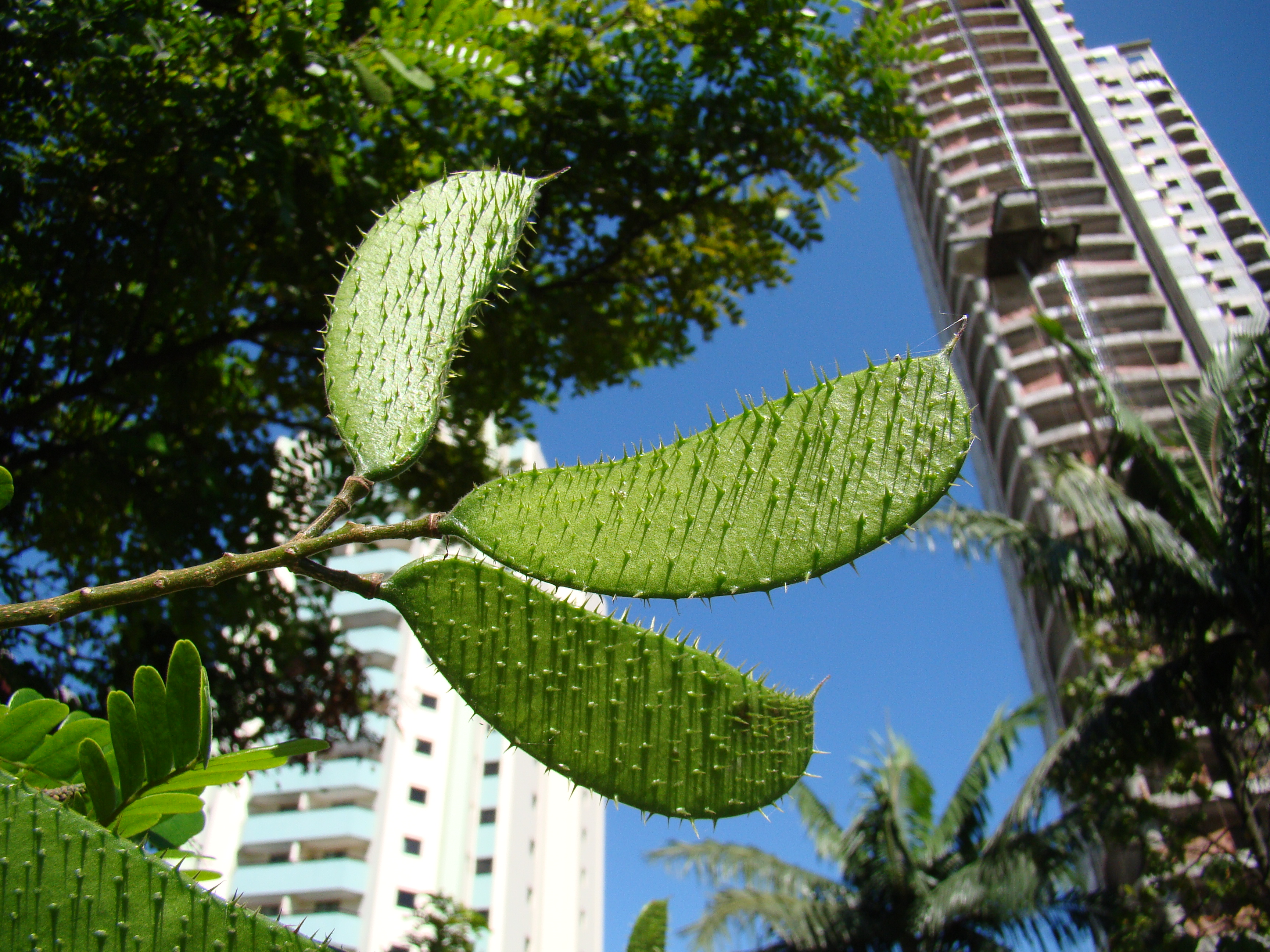
Unreife, stachelige Hülsenfrüchte

### Erscheinungsbild und Blatt
Paubrasilia echinata wächst als mittelgroßer, halbimmergrüner Baum und erreicht Wuchshöhen von meist etwa 12 Metern (8 bis 30 Meter) sowie Stammdurchmesser von bis über 70 Zentimetern. Der Stamm ist unten oft geriffelt. Seine Wachstumsrate ist gering und richtet sich nach den Wachstumsbedingungen wie Bodentyp und Klima, er kommt aber mit ariden Bedingungen zurecht. Seine Borke und Rinde ist an jungen Exemplaren bedornt, an älteren immer weniger. Die Dornen können bis 2 Zentimeter lang werden. Die Borke ist mit Lentizellen bedeckt sowie in Flicken abblätternd und braun. Der Baum führt ein rötliches Exsudat.
Er gedeiht in halbimmergrünen Wäldern und lässt je nach Standort in der Trockenzeit einen Teil seiner Laubblätter fallen.
Die wechselständig und spiralig an den Zweigen angeordneten, gestielten Laubblätter sind doppelt wechselnd paarig gefiedert (oder falsch unpaarig bis unpaarig). Es sind sechs bis zwölf oder mehr Fiedern erster Ordnung mit 12 bis 20 Fiederblättchen vorhanden. Die kahlen Blättchen sind sitzend, abgerundet bis ausgerandet und länglich, sie sind wechselnd und schräg vorwärts angeordnet. Die Nervatur ist gefiedert mit teils asymmetrischer Mittelader. Der Blattstiel und die Rhachis sind feinhaarig. Es sind abfallende Nebenblätter vorhanden.

### Blütenstand und Blüte
Die Blütezeit im Bundesstaat São Paulo liegt am Beginn der Regenzeit zwischen August und September. Die Blütedauer eines Exemplars beträgt 10 bis 15 Tage. Meist endständig, selten achselständig an den Zweigen stehen in aufrechten, feinhaarigen und traubigen Blütenständen viele Blüten zusammen.
Die Blüten duften leicht süßlich nach einer Citrusfrucht. Die zwittrigen und gestielten Blüten sind zygomorph und fünfzählig mit doppelter Blütenhülle. Der feinhaarige Blütenbecher ist klein und leicht becherförmig. Die fünf freien, feinhaarigen und länglichen Kelchblätter sind gelblich-grün. Die fünf freien, verkehrt-eiförmigen Kronblätter sind intensiv gelb; das untere Kronblatt steht hervor und besitzt innen ein dunkelrotes Saftmal, das teils fast die ganze Fläche bedeckt. Es sind zwei Kreise mit je fünf freien Staubblättern, mit unterseits haarigen Staubfäden vorhanden. Der fast sitzende, längliche und haarig-stachlige Fruchtknoten ist mittelständig mit einem leicht haarigen Griffel mit einer kopfigen, kleinen und becherförmigen, leicht fransigen Narbe. Eine Blüte ist weniger als 24 Stunden lang bestäubungsfähig.

### Frucht und Samen
Die braunen, 5 mm lang bestachelten, holzigen und flachen, bespitzten Hülsenfrüchte sind bei einer Länge von 6 bis 8 cm und einer Breite von 2 bis 3 cm schmal-eiförmig bis schräg-halbmondförmig. Die Hülsenfrüchte reifen vom Ende der Regenzeit bis zum Beginn der Trockenzeit des folgenden Jahres. Bei Reife öffnen sich die Hülsenfrüchte mit sich verdrehenden Fruchtklappen und geben einen bis drei Samen frei.
Die bräunlichen, flachen Samen haben einen Durchmesser von 1 bis 1,5 cm. Die Samen sind so hart, dass bis zum ersten Keimen zwei Jahre vergehen.

### Chromosomenzahl
Die Chromosomenzahl beträgt 2n = 24.

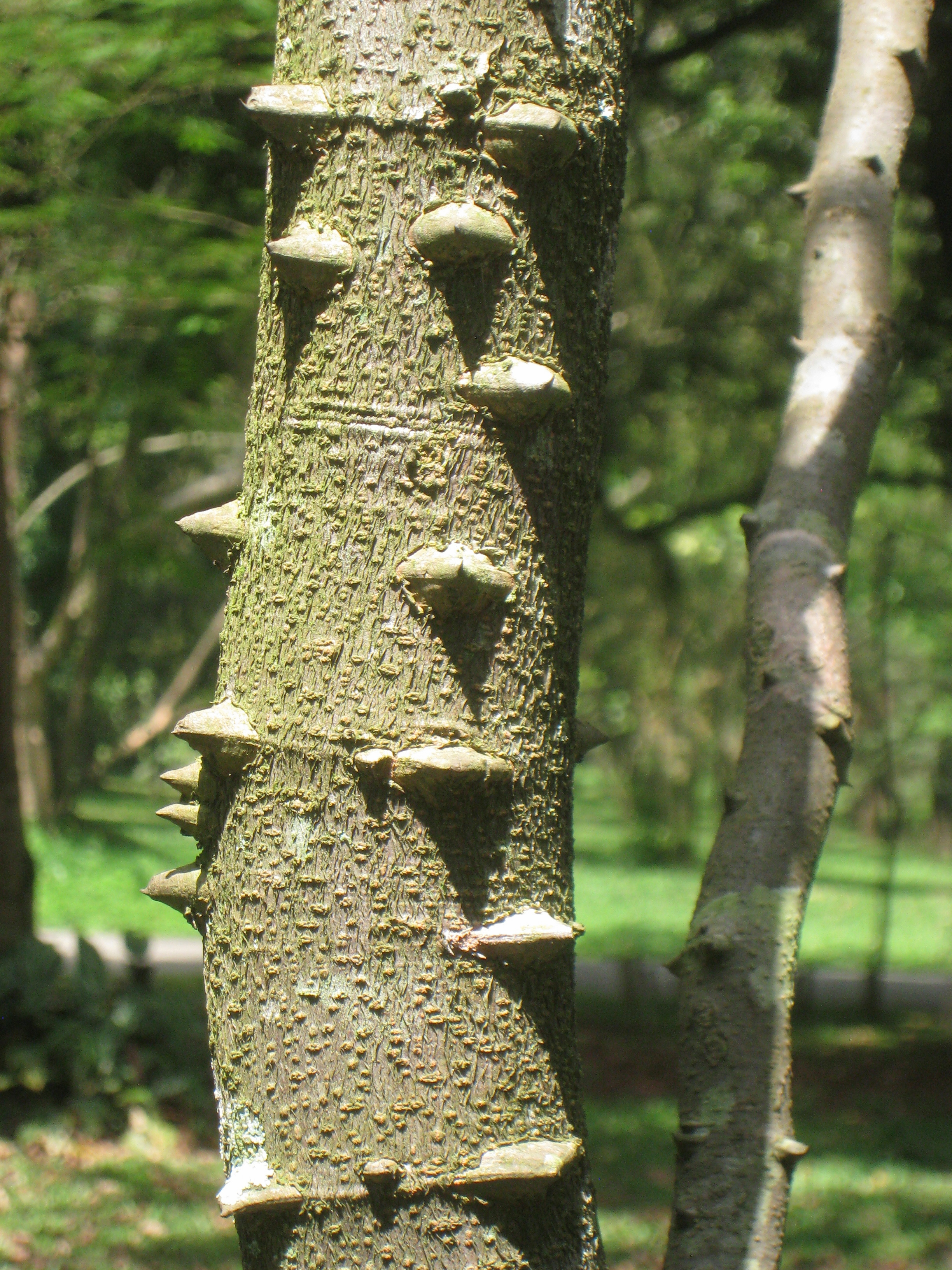
Borke mit Dornen
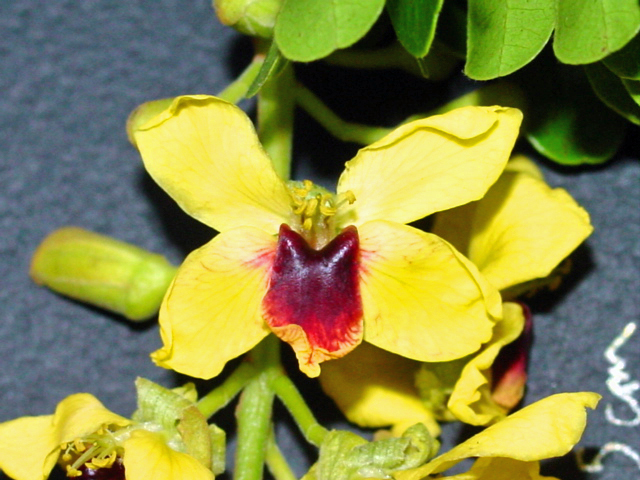
Zygomorphe, fünfzählige Blüte
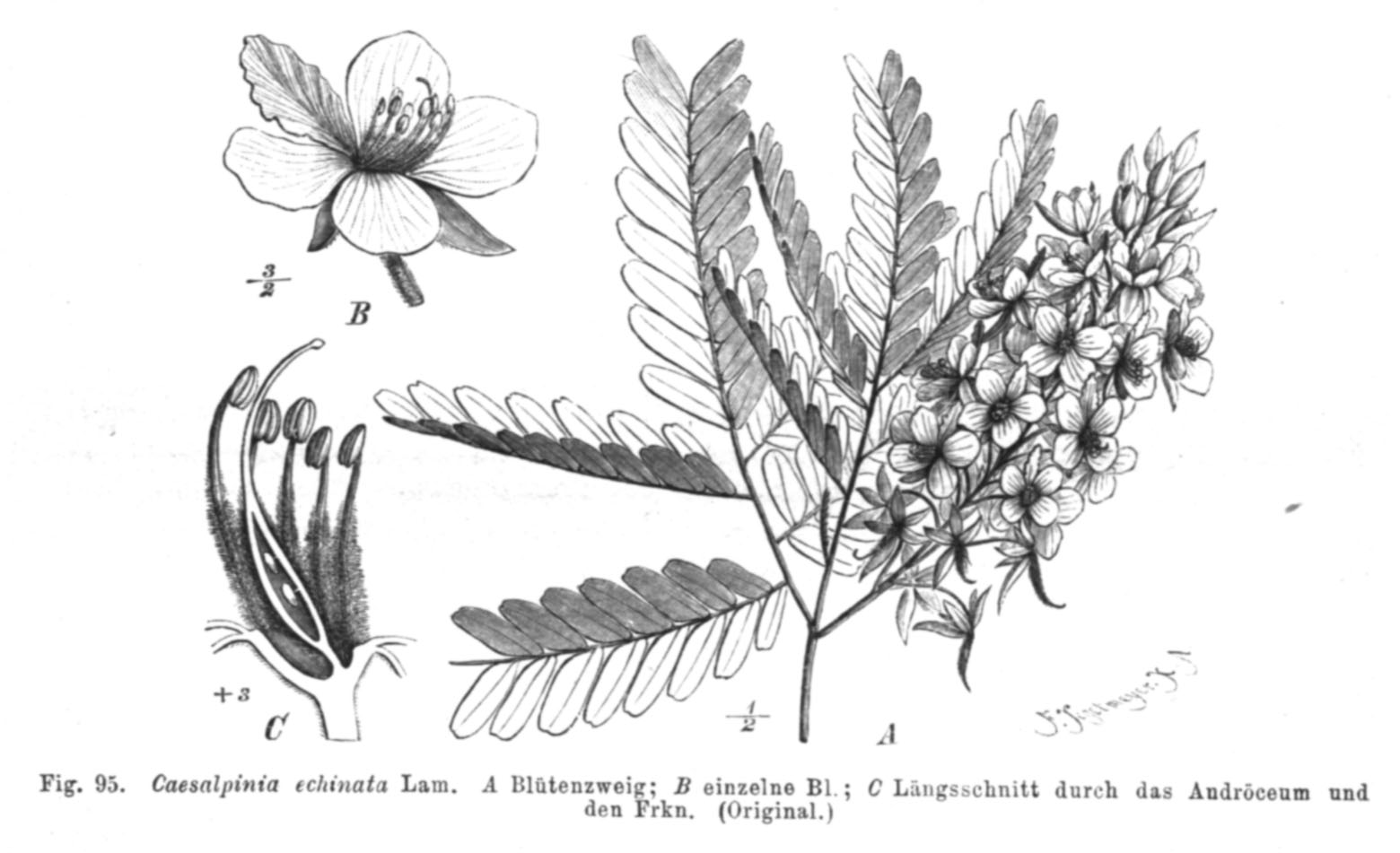
Illustration

## Taxonomie
Die Erstveröffentlichung des Basionyms Caesalpinia echinata erfolgte 1785 durch Jean Baptiste de Monnet de Lamarck in Encyclopédie Méthodique, Botanique 1, 2, S. 461. Die Umteilung in die neu aufgestellte Gattung Paubrasilia erfolgte 2016 durch Edeline Gagnon, Haroldo Cavalcante de Lima und Gwilym Peter Lewis in PhytoKeys 71: 36. Ein Synonym ist Guilandina echinata (Lam.) Spreng. oder Caesalpinia obliqua Vogel.

## Vorkommen

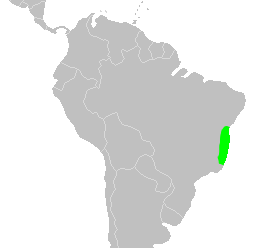
Verbreitungskarte

Das natürliche Verbreitungsgebiet von Paubrasilia echinata liegt zwischen den brasilianischen Bundesstaaten Rio Grande do Norte und Rio de Janeiro und in Bahia, Espírito Santo sowie Pernambuco. Paubrasilia echinata gedeiht ursprünglich hauptsächlich in der Mata Atlântica, dem Küstenwald entlang der brasilianischen Atlantikküste, einem halbimmergrünen Saisonwald, auf Böden, die sich aus sandigen marinen Ablagerungen entwickelt haben.

## Gefährdung und Schutz
Paubrasilia echinata wird in der „Roten Liste der gefährdeten Arten“ bei der IUCN als endangered („stark gefährdet“) eingestuft. Die Gefährdung wird durch Abholzung der Waldgebiete verursacht. Die Nutzung zur Gewinnung des Farbstoffes führte zur Entnahme fast aller Exemplare aus dem Primärwald. Die natürlichen Standorte sind fast vollständig zerstört. In der Küstenebene gibt es an wenigen Standorten kleine Populationen.
Paubrasilia echinata war im CITES Anhang II im September 2007 enthalten. Seit 1992 ist Paubrasilia echinata in der Liste der bedrohten Pflanzenarten Brasiliens bei der IBAMA (Brazilian Institute for the Environment and Renewable Natural Resources) und ist dort als vom „Aussterben bedroht“ gelistet. Von einigen holzimportierenden Staaten (darunter auch Deutschland) wurde die IPCI (International Pernambuco Conservation Initiative) gegründet. Sie unterstützt auch das „Pau-Brasil-Programm“ der CEPLAC (Executive Commission of the Cocoa Planting Plan). Das „Pau-Brasil-Programm“ registrierte 1754 Exemplare an den Naturstandorten, von denen 1669 natürlich aufgewachsen und 85 gepflanzt worden sind.

## Etymologie

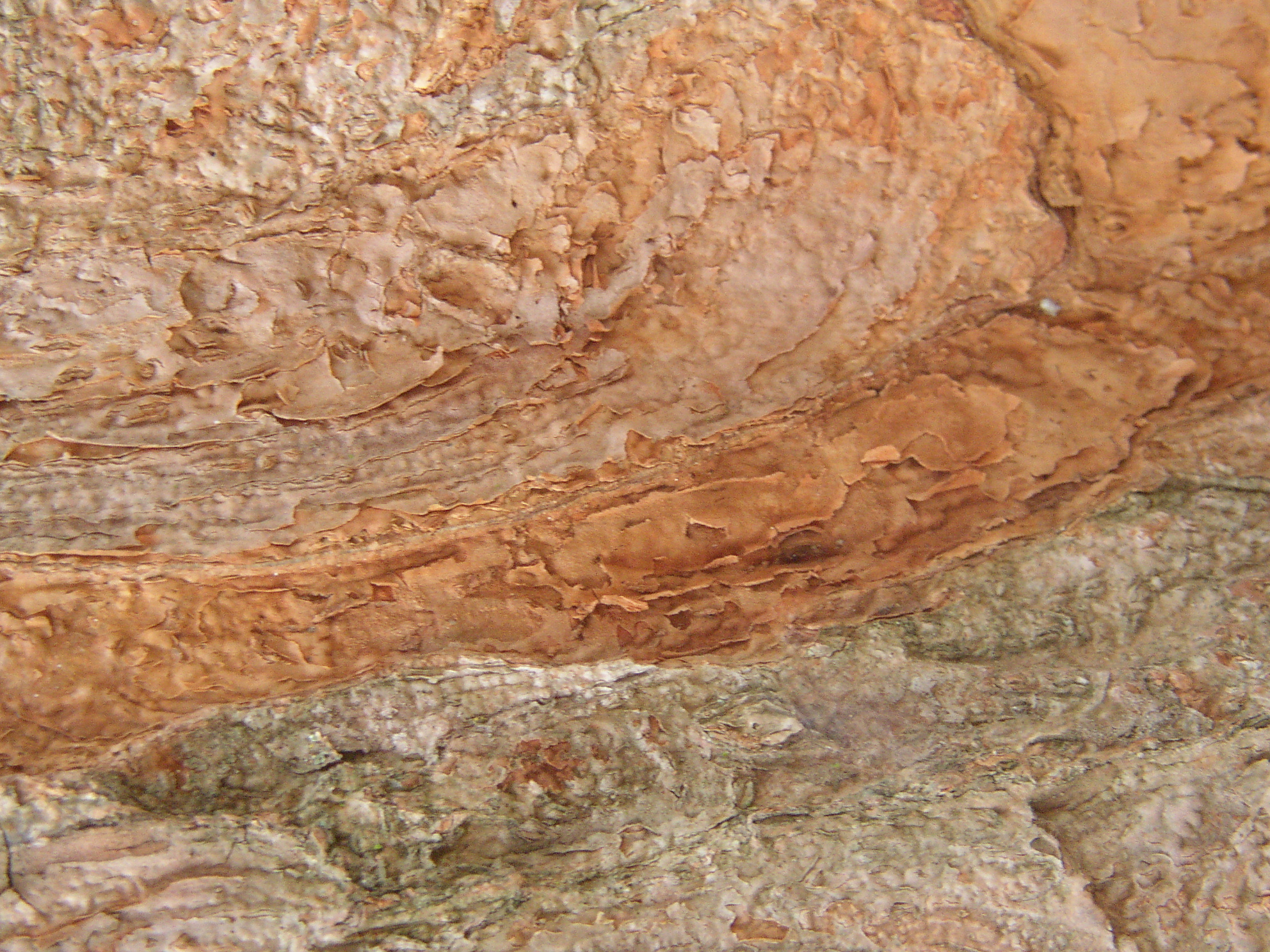
Rötliche Rinde

Harz und Rinde von Paubrasilia echinata haben eine rötliche Färbung, sie erinnert an die Glut (portugiesisch brasa) des Feuers. Daher wohl pau brasil (direkt übersetzt „glühendes Holz“) und später als Lehnwort Brasilholz ins Deutsche. Aus pau brasil wurde der Name des Landes Brasilien abgeleitet. Pernambuco ist ein Trivialname für diese Art und der des brasilianischen Bundesstaates Pernambuco.
Andere Trivialnamen sind auf Portugiesisch: brasileto, ibirapitanga, orabutá, pau de tinta und pau rosado; auf Englisch: Brazilwood; auf Spanisch: palo brasil, leño de brasil.
Auch andere Arten aus der Gattung der Caesalpinien (Caesalpinia spp.) und der Familie der Hülsenfrüchtler (Fabaceae) werden Brasilholz genannt.

## Geschichte

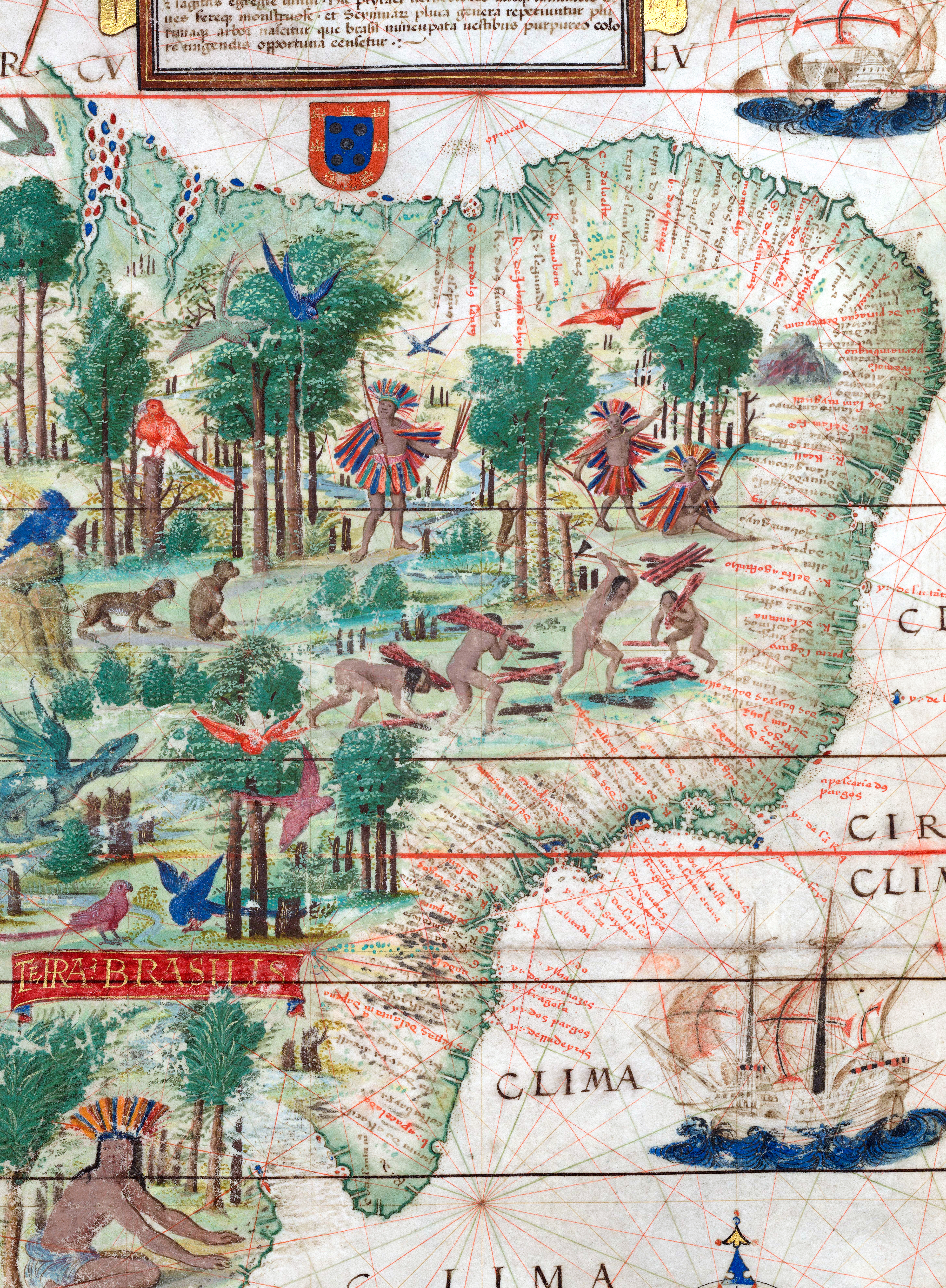
In der Karte Terra Brasilis von 1519 ist der Pau-Brasil eingezeichnet als Symbol für die Mata Atlântica.

In den ersten dreißig Jahren der portugiesischen Kolonisation (1503–1533) war Brasilholz das einzige Produkt, das sowohl durch die Kolonialmacht als auch durch Franzosen aus der Normandie genutzt wurde. Der Portugiese Diogo Alvares Correia, dessen Ankunft zwischen 1509 und 1511 datiert wird, war bald als Zwischenhändler für die Franzosen bekannt. Aufgrund der großen ökonomischen Bedeutung der Ressource wurde die Kolonie bald Terra do Brasil genannt und lieferte so dem Land den heutigen Namen. Die Ausbeutung dieses Holzes führte bis zum Jahr 1850 zur Vernichtung großer Waldgebiete an der Atlantikküste Brasiliens und zur weitgehenden Dezimierung dieser Art, die heute unter Naturschutz steht. Am 7. Dezember 1978 wurde der pau brasil (Caesalpinia echinata) zum Nationalbaum Brasiliens erklärt.

## Nutzung

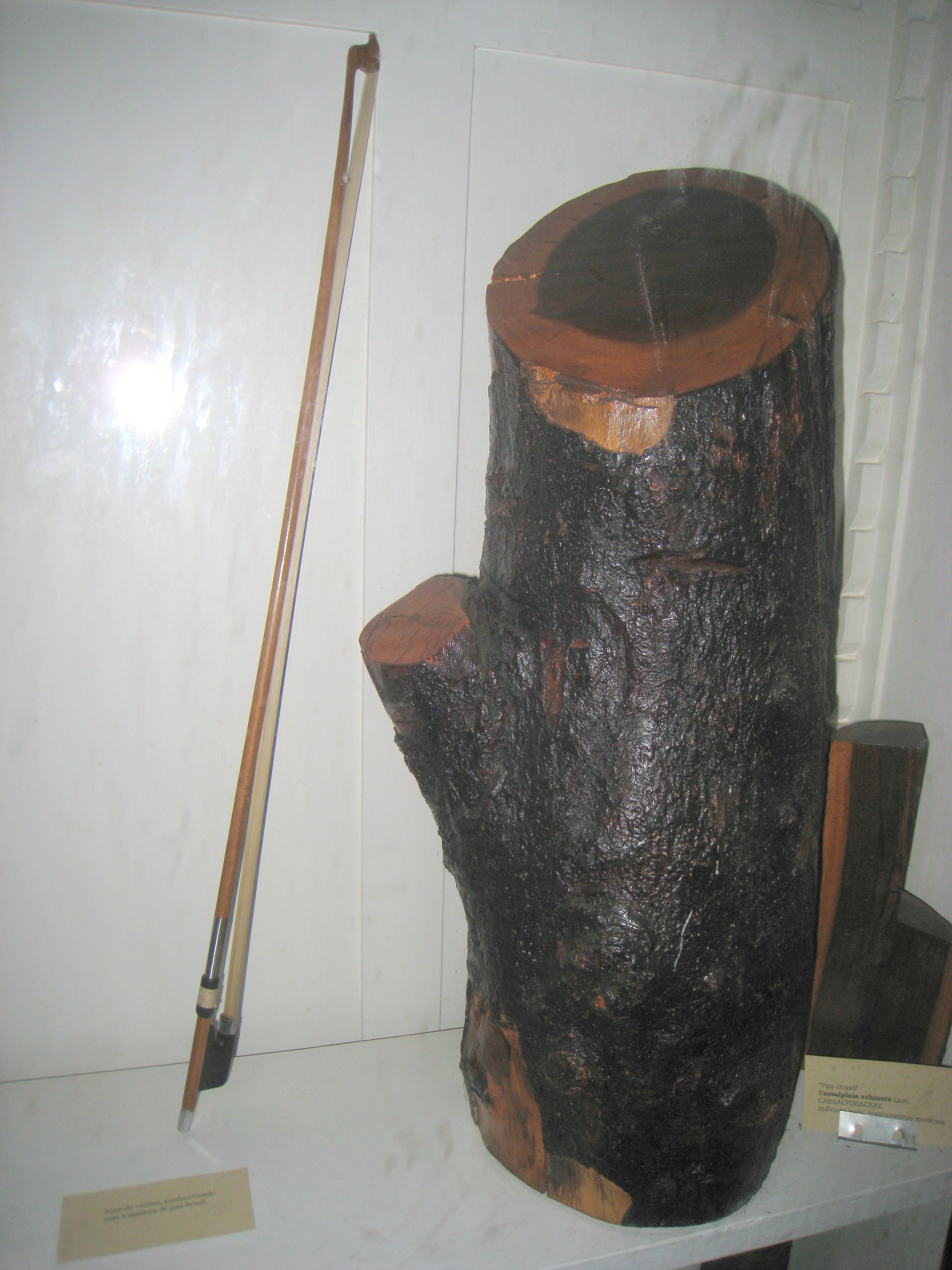
Stück eines Stammes und Violinbogen

Das zu den Rothölzern (Brasilholz) gehörende Holz wurde zur Gewinnung eines kostbaren roten Farbstoffes (Brasilin) genutzt. Rothölzer wurden seit dem 12. Jahrhundert über italienische Händler aus Indien, Sumatra und Ceylon nach Europa eingeführt. Stoffe, die unter Verwendung des fein geraspelten Rotholzes oder seiner abgehobelten Späne gefärbt wurden, wurden leuchtend scharlach oder karminrot, allerdings verblassten die Farben häufig schnell zu einem dunkleren Rotbraun. Der Name „Brasilholz“ ging auf die um 1500 in Brasilien und Jamaika entdeckten Rothölzer über. Der Mangel an geeigneten roten Farbstoffen führte jedoch dazu, dass Brasilholz bis ins 17. Jahrhundert als Färbemittel sehr geschätzt wurde.  Daneben fand es in der Kolonialzeit Verwendung als Bauholz, zum Drechseln und für die Herstellung von hochwertigen Möbeln.
Heute werden aus Brasilholz vor allem Bögen für Violinen und andere Streichinstrumente hergestellt, wobei das Kernholz von Paubrasilia echinata das Beste ist. Das unbearbeitete Holz für Violinbögen ist bei den CITES-Bestimmungen eingeschlossen.

### Verarbeitung
Bei der Verarbeitung durch Sägen, Hobeln oder Schleifen entsteht ein stechender Geruch, der zur Reizung der Schleimhäute führt. Darum sollte stets mit Atemschutz gearbeitet werden.